# Институт имени Кинси
Институт имени Кинси по изучению секса, гендера и репродукции (англ. The Kinsey Institute for Research in Sex, Gender, and Reproduction), часто сокращаемый до Института Кинси или Института имени Кинси — научное учреждение, призванное «содействовать междисциплинарным исследованиям и изучению человеческой сексуальности, гендера и репродукции».

## История
Институт был основан как Институт исследований секса при Индианском университете в Блумингтоне в 1947 году Альфредом Кинси, в то время энтомологом и зоологом в Индианском университете. Первоначальные цели Института состояли в изучении сексуальности человека и сексуального поведения человека.
В 1948 и 1953 годах Институт Кинси опубликовал две монографии по сексуальности человека, широко известные как Отчёты Кинси — «Половое поведение самца человека» и «Половое поведение самки человека». После этого и сам институт, и отчеты Кинси, и личность самого Кинси стали объектами острых противоречий, критики и даже нападок.
Одной из функций института является сохранение материалов первичных исследований Кинси, послуживших основой для публикации «Отчётов Кинси» и последующих публикаций института, обеспечение доступности материалов для новых исследований и сохранение конфиденциальности респондентов Кинси.

## Директора института
- Альфред Кинси (1947—1956)
- Пол Гебхард (1956—1982)
- Джун Рейниш (1982—1993)
- Стэфани Сандерс (1993—1995), временный директор
- Джон Бэнкрофт (1995—2004)
- Джулия Хейман (2004—2013)
- Стэфани Сандерс (с 2013 года), временный директор